# Christer Falkenström
Christer Falkenström, född 24 augusti 1943 i Göteborg, är en svensk musiker.
Falkenström var en barnstjärna på cittra. Han medverkade med sång och cittraspel i Åsa-Nisse på hal is och sjöng även in skivor på 50-talet.

## Biografi
Christer Falkenström blev populär på grund av sin ljusa sångröst. När han slog igenom i Karusellen på Sveriges Radio väntade Sven Rüno, inspelningschef på svenska HMV (Husbondens röst), i foajén på hotellet Christer och hans far hade tagit in. De skrev där ett skivkontrakt. Efter åtta skivinspelningar och mängder med spelningar i folkparker runtom i Sverige tog karriären slut i samband med att Christer blev tonåring och kom i målbrottet. Christer Falkenströms repertoar kan klassas som religiös musik.
Falkenström är gift och bosatt i Fagerås.

## Diskografi
Skivorna är utgivna på His Masters Voice HMV (på svenska: Husbondens röst). Christer Falkenströms skivor kom endast ut på 78-varvare. En samlings-CD som heter Black mirror troligtvis utgiven 2007 eller 2008 har Båklandets vackra Maja på sin låtlista.
Skivan är utgiven av amerikanska Dust-to-digital som har överföringar av 78-varvare och traditionsinspelningar som specialitet.
- Där näckrosen blommar (Sven du Rietz -- Sven-Olof Sandberg)
- Båklandets vackra Maja (Hanna Hagbom -- Arvid Mörne)

Skivmärke: HMV X 7963 (Stockholm, 17.01.1954)
- Säg mej du lilla fågel (Georg Martins)
- Du hemmets jord (Georg Martins)

Skivmärke: HMV X 7992 (Stockholm, 17.06.1954) 
(Säg mej du lilla fågel sjöng Christer Falkenström i filmen ”Åsa-Nisse på hal is”)
- Barnatro (Gunnar Dahl)
- Tryggare kan ingen vara (Lina Sandell-Berg)

Skivmärke: HMV X 8501 (Stockholm, 17.06.1954 resp. 18.08.1954)
- Mitt barndomshem (J. A. Rydén, uppt. och arr. av Harald Rydén)
- Nu tändas tusen juleljus (Emmy Köhler)

Skivmärke: HMV X 8502 (Stockholm, 10.08.1954)